# Pelobatrachus baluensis
Pelobatrachus baluensis is een kikker uit de familie Megophryidae. De soort werd voor het eerst wetenschappelijk beschreven door George Albert Boulenger in 1899. Oorspronkelijk werd de wetenschappelijke naam Leptobrachium baluense gebruikt.
Vroeger behoorde de soort tot het geslacht Xenophrys en de verouderde naam Xenophrys baluensis wordt vaak gebruikt in de literatuur. Sinds 2021 wordt de soort onderverdeeld onder een nieuw geslacht namelijk Pelobatrachus. De soort moet niet verward worden met Leptobrachella baluensis, een andere soort binnen de familie Megophryidae.

## Uiterlijke kenmerken
Mannetjes bereikt een lichaamslengte van ongeveer 4,5 centimeter, de vrouwtjes worden groter tot 7 cm. Deze bodem bewonende kikker leeft op de bodem tussen de bladeren van het bos en is daar goed op aangepast; het lichaam ziet eruit als een blad. De kikker heeft een roodbruine tot beige rug en poten; de flank en buik zijn vaak donkerder en gevlekt. De hoorntjes op de 'wenkbrauwen' zijn niet zo groot als bij andere soorten en de bek is zeer breed.

## Levenswijze
Pelobatrachus baluensis ligt vaak op een prooi te wachten, die vervolgens geheel wordt doorgeslikt, maar gaat ook actief op jacht. In de paartijd blijft een koppeltje ongeveer een week bij elkaar en na de ei afzet gaan ze weer hun eigen weg. De kikker leeft van ongewervelden en kleine gewervelden die in één keer worden doorgeslikt.

## Verspreiding en habitat
De soort komt voor op de Maleisië en komt endemisch voor in het noorden van het eiland Borneo, op en om de berg Kinabalu. Het is een vrij zeldzame soort met een klein verspreidingsgebied. De kikker is een bergbewoner en is aangetroffen op een hoogte van 1200 tot 1900 meter boven zeeniveau.
De kikker leeft in bossen en moerassen met liefst een dikke strooisellaag. In de paartijd zoekt de kikker beekjes met ondergedoken stenen op waar de larven behoefte aan hebben. Deze hebben een zeer grote mondopening bestaande uit vergrote huidflappen. De kikkervisjes filteren hiermee deeltjes uit het water.